# Municipio de Colón (Querétaro)
El municipio de Colón es uno de los 18 municipios del estado mexicano de Querétaro. Ubicado al centro oeste del estado y es el único en el país nombrado en honor al viajero Cristóbal Colón.

## Toponimia
De la población de Villa Colón se tomó el nombre para el municipio.

## Historia

### Sumario
Los otomíes habitaban estas tierras antes del siglo XVI, quienes llamaban a la región Hospadá. Alrededor de los siglos XIV y XV fueron desplazados al sur por los chichimecas jonaces.
1531 Llegan los españoles aliados con los otomíes, quienes volvieron a ocupar el territorio. Los europeos establecen el fuerte de San Isidro en las fronteras de Hospadá.
1550 Se formalizó su fundación para tomar el nombre de San Francisco Tolimanejo y se fundan simultáneamente Ajuchitlán y Zamorano.
1687 Se funda Soriano a sólo un kilómetro de Tolimanejo.
1756 Tolimanejo se fusiona con Soriano en una sola parroquia.
1825 El congreso de Querétaro crea la municipalidad de Tolimanejo.
1882 Oficialmente Tolimanejo y Soriano son unificados en una sola población con un nuevo nombre, Colón.
1920 De mayo a noviembre, el estado de Querétaro es gobernado por Rómulo de la Torre, único colonense que ha ocupado tal cargo.
1923 El 1.º de julio Colón se erigió como Municipio Libre, gracias al diputado colonense Arnulfo Cabrera Molina.
1929 Los cristeros deponen sus armas a la Comandancia del Ejército Federal.
1965 Se establece el Campo de Tiro
2004 Se inaugura el Aeropuerto Internacional de Querétaro, parte de cuyos terrenos están en el municipio, cerca de Galeras.
2007 Se inaugura la planta armadora de aeronaves de la empresa canadiense Bombardier.
2009 El 7 de febrero se proclama al Santuario Basílica de Nuestra Señora de los Dolores de Soriano.

## Geografía

### Ubicación y límites
El municipio de Colón está ubicado al centro oeste del Estado de Querétaro en la latitud norte 20°34′ a 20°56′ y en la longitud oeste 99°56′ a 100°16′. Su superficie es de 807.15 km², que son el 6.9 % del total del estado, siendo el tercer lugar entre los 18 municipios.
Limita al noreste con el municipio de Tolimán, al este con Ezequiel Montes, al sureste con Tequisquiapan, al sur con Pedro Escobedo, al oeste con El Marqués y al norte con el municipio de Tierra Blanca en el estado de Guanajuato.

### Longitud de la red carretera por tipo de camino
ALIMENTADORAS ESTATALES 72
```
 PAVIMENTADA 	     72
 TERRACERÍA 		ND
 REVESTIDA	        0
```

CAMINOS RURALES		130
```
 PAVIMENTADA	     12
 REVESTIDA	        118
```

### Geología
En la cabecera tiene una altitud media de 1900 metros sobre el nivel del mar. En el municipio varía, pues el punto más alto del estado es la montaña "Pinal del Zamorano" de 3 360 m s. n. m., ubicada al norte de Colón, en los límites con Guanajuato y también tiene altitudes alrededor se 1700 m s. n. m. La mitad sur son llanuras, cerros y lomas aisladas de 1900 m s. n. m. La mitad norte es de montañas, altas mesetas y grandes cañadas, estribaciones de la Sierra del Zamorano. El suelo es de tipo volcánico, habiendo tepetate, obsidiana, basalto en la zonas altas, grandes variedades de ópalo en el sur y vetas de diferentes minerales. Al sudoeste hay grandes yacimiento de sillar.

### Hidrografía
Colón está cruzado por el parteaguas continental. La Cuenca del Pacífico inicia en los arroyos provenientes del Pinal Zamorano formando diferentes riachuelos que forman el río Querétaro, y este a su vez La Laja en Guanajuanto, que después se integra a la Gran Cuenca Lerma-Santiago. La Cuenca del Golfo de México surge de los cerros El Moro y El Mexicano sobresaliendo el río Colón proveniente del Moro, y de la comunidad de Zamorano baja el arroyo Los Amoles y Pilones, estos a su vez forman la presa "La Soledad", que en conjunto con la presa de Colón, forman el sistema de riego "Alfredo V. Bonfil". Este a su vez es el río Tolimán, que es afluente del Extoraz y se une al Moctezuma y al Pánuco.
En la comarca de la cabecera municipal existen manantiales termales de gran calidad y varios pozos.

### Clima
Es templado semiseco con una temperatura promedio anual de 17.5 °C. En promedio, durante los meses de abril y mayo se registra la temperatura más alta, 29 °C. El extremo opuesto se registra en los meses de diciembre a enero con 4.0 °C.

### Poblaciones
Colón, cabecera municipal, con 8000 habitantes, a 59 kilómetros de la capital del estado.
- Ajuchitlán, 5000 habitantes.
- El Blanco, 2200 habitantes.
- Galeras, 3000 habitantes.
- Santa María del Mexicano, 50 habitantes.

Otras poblaciones de más de 1500 habitantes: La Peñuela, La Esperanza, Zamorano, Urecho, Viborillas.

## Economía
El Aeropuerto Internacional de Querétaro tiene la sede administrativa de la aerolínea Regional Cargo, en Colón.
Tecnologia
Colón se ha convertido en el HUB más importante del estado, en el se encuentran ubicados numerosas empresas internacionales, en el ramo donde destaca es en el aeroespacial albergando a empresas como Airbus y Safran, también destaca la presencia de numerosos centros de datos colocando al municipio como un referente nacional en la recepción de inversión.

### Agricultura
Se cultiva principalmente maíz, frijol, cebada, alfalfa, sorgo, coco, mango, sandía, pera, lechuguilla y variadas hortalizas. En sistema de terrazas se han hecho plantaciones de nopal, maguey, orégano y damiana. El área destinada a la agricultura es de casi 20000 hectáreas, un 98 % del total estatalla.

### Ganadería
Al igual que en otros municipios vecinos, la ganadería es una importante actividad. Quince establos de ganado lechero producen altos ingresos. En Colón se encuentran varios organismos dedicados a la investigación y mejoramiento genético de bovinos y otras especies.

### Industria
Existen talleres de hilados, tejidos y costura, además de cerámica y lapidaria. Hay una planta pasteurizadora de leche y fábricas de alimentos para animales. Se cuenta con fábricas de tabicón, ladrillo y materiales impermeabilizantes, e instalaciones para corte de mármol.
Se ha instalado un parque agroindustrial, en donde se cuenta con invernaderos de producción de flores y hortalizas.

## Turismo

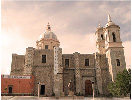
Colón, Querétaro

Colón forma parte de la Ruta del Arte, Queso y Vino, de la ruta Otomí- Chichimeca por las capillas oratorio, y de la Ruta de las Haciendas de Querétaro. Se caracteriza por ofrecer actividades para turismo religioso y deportivo.
Algunos de los sitios de interés son la presa de La Soledad, el Cañón de los Pilones, la Alameda de Ajuchitlán, la Basílica de Soriano, la Misión de Santo Domingo, Casa Mota, las casonas, plazas, monumentos históricos y el Cerro del Zamorano, el cual fue declarado Patrimonio Inmaterial de la Humanidad por la Unesco en 2009.
Para actividades familiares hay un zoológico que es el Wamerú cerca de las comunidades de Viborillas, San Ildefonso y Nativitas, en la frontera con el municipio de El Marqués. En la cabecera municipal se encuentra el Museo Comunitario en donde se exhiben trajes típicos de las regiones del municipio, fotografías, objetos de la época colonial y utensilios prehispánicos que han sido encontrados en el municipio.
Existen dos zonas de pinturas rupestres con cientos de años de antigüedad. Una está en la Barranca de Los Pilones, cerca de Ejido Patria, y la otra por El Potrero.

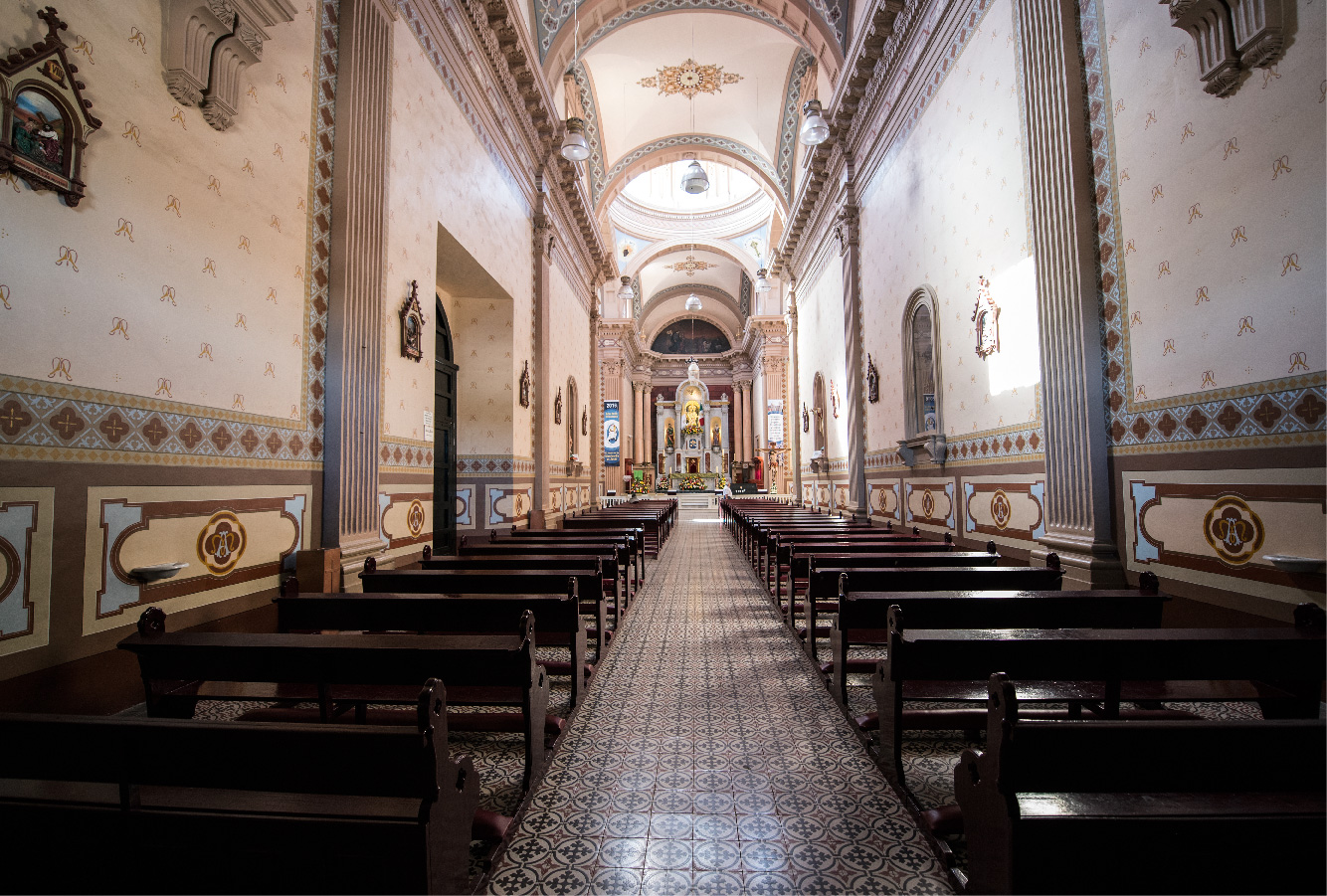
Basílica de Soriano

El turismo religioso se basa en las concurridas peregrinaciones a la Basílica de Soriano en Colón en Semana Santa y septiembre. El 8 de febrero de 2009 se llevó a cabo la instauración de Basílica Menor al Santuario de Soriano, en Colón. Presidió la celebración el Nuncio Apostólico en México Christopher Pierre y el obispo de Querétaro, Mario de Gasperín. Con este acontecimiento, las actividades religiosas de este centro religioso han ido en gran aumento, además de contribuir al desarrollo económico y turístico del municipio. Actualmente, concurren ahí peregrinaciones de distintos lugares del país, del estado de Guanajuato, estado de México, San Luis Potosí, Michoacán, Hidalgo, etc. Y por supuesto, de los municipios del propio estado. Todo esto ha contribuido para que en la región, hoy en día, encontremos muchísima más actividad de visitantes y turistas durante todo el año, lo cual, contribuye a que el municipio sea más conocido en sus diversas áreas: gastronomía, cultura, socialmente, geográficamente, etc. y sobre todo a su propia gente.
El turismo deportivo comprende la pesca deportiva en las Presas de Colón o La Soledad y el campismo en las zonas boscosas cercanas al Cerro del Zamorano.
La gastronomía de Colón ofrece platillos como enchiladas con queso, nopales en penca, pescado frito, ceviche de pescado, gorditas de maíz, barbacoa en penca de maguey, vinos de frutas y flores de palma. También se elaboran dulces como los jamoncillos de leche, charamuscas, ate de membrillo y manzana, dulces de chilacayote, frutas cristalizadas, calabazate y tamarindos.
En cuanto a artesanías, en Colón se realizan minuciosamente prendas y tejidos con lana tanto de colores naturales como teñidos. Se pueden visitar los telares para aprender más sobre su proceso de elaboración.  También se pueden encontrar artesanías de madera, cerámica, cestería de vara, lapidaria con ópalo, calcedonia, mármol,  cantera, ónix y obsidiana.

## Gobierno
1 Alcalde (Presidente Municipal)
4 Delegados
6 Regidores de mayoría relativa (1 síndico)
3 Regidores de representación proporcional (1 síndico)
Principales Comisiones: de Hacienda, Comercio, Industria, Turismo, Gobernación, Obras Públicas, Educación, Policía Municipal, Salud.

### Representación Legislativa
Colón se encuentra representado en el Congreso Local por el diputado del XI Distrito Local Electoral en conjunto con el municipio vecino de Tequisquiapan en el estado de Querétaro y en el Congreso de la Unión por el diputado del 1.er Distrito Federal Electoral del Estado de Querétaro.

### Cronología de los Alcaldes Municipales
Nombre - Período - Partido
Felipe B. Ugalde Pérez 1922
José Refugio González Velázquez 1923 (interino)
Felipe De la Vega 1925-1927
Jesús G. Ugalde 1927
Primitivo Obregón Álvarez 1928
Guillermo Rivas Ríos 1929 PNR
Maximino Rodríguez 1930 PNR
Norberto García de la Vega 1930 PNR
Gilberto Martínez S. 1930 PNR
Francisco Moreno Orduña 1931 PNR
Maximino Rodríguez 1932 PNR
Fidel Cortés 1932-1933 PRM
Antonio Chávez 1933 PRM
Juan Ayala 1933-1935 PRM
Arnulfo Cabrera Molina 1935-1937 PRM
Enrique Luque 1937-1939 PRM
Mariano Hernández 1937-1941 PRM
Antonio Arteaga Esquivel 1941 - 1943 PRM
J. Guadalupe Cabrera Vázquez 1943 - 1946 PRM
Gumercindo Mandujano 1946 - 1949 PRI
J. Jesús Pérez Guillén 1949 - 1950 PRI
Juan Reyes Flores 1950 - 1952 PRI
Lino González Zamorano 1952 - 1955 PRI
Ramón Puebla Solís 1955 - 1958 PRI
Pascual Briones Basaldúa 1958 - 1961 PRI
J. Guadalupe Cabrera Vázquez 1961 - 1964 PRI
Aurelio García Gómez 1964 - 1967 PRI
Ángel Moreno Morales 1967 - 1970 PRI
Pascual Briones Basaldúa 1970 - 1973 PRI
Raúl García Martínez 1973 - 1976 PRI
Manuel Calleja Uribe 1976 - 1979 PRI
Javier Salinas Guevara 1979 - 1982 PRI
Donaciano Ugalde Montes (interino) 1982 PRI
Jesús Ibarra Hernández 1982 - 1985 PRI
José Saúl Cabrera Vázquez 1985 - 1988 PRI
M.V.Z. Jorge Eduardo Tellez Girón Padilla 1988 - 1991 PRI
Licenciado José Hugo Cabrera Ruiz 1991 - 1994 PRI
Ingeniero Leopoldo Bárcenas Uribe 1994 - 1997 PRI
Profesor Roberto de León Moreno 1997 - 2000 PRI
C.P. Juan Guevara Moreno 2000 - 2003 PRI
C. Leobardo Vázquez Briones 2003 - 2006 PRI
Ingeniero Alejandro Nieves Hernández 2006-2009 PAN
T.S.U. Victor Alonso Moreno 2009-2012 PAN
Ingeniero Alejandro Arteaga Cabrera 2012-2015 PRI
José Alejandro Ochoa Valencia 2015-2018 PAN
José Alejandro Ochoa Valencia 2018-2021 PAN

Manuel Montes Hernández 2021-2024 PRI